# タルボ・サンバ
タルボ・サンバ（Talbot Samba ）は、フランスの自動車メーカー・PSA・プジョーシトロエン（現・ステランティス）のタルボ部門が、同国ポワジーの工場で1981年から1986年まで生産した小型大衆車である。ベースは1972年に登場したプジョー・104である。タルボ車としては最後に登場し、最後まで生産された。

## 概要
1979年にクライスラー・ヨーロッパを譲り受けたPSA・プジョーシトロエンが最初に直面した課題は、特にフランスやイタリア、スペインなどの市場で人気の高いいわゆる「スーパーミニ」と呼ばれるクラスのラインナップが、スコットランドで生産される後輪駆動のクライスラー・サンビームしか存在しないことであった。サンビームは1970年以来のヒルマン・アベンジャーの車体後半部を切り詰めて3ドアハッチバックボディを架装したもので、ロータス製DOHCエンジンを搭載したスポーツモデルがラリーで活躍したが、一般向けの商品性の欠如は明白であった。クライスラー自身もホライゾンをベースに新型車の開発を進めようとしていたが、経営危機によって頓挫していた。
PSAは、熱烈なファンはいてもやはり時代遅れであった空冷水平対向2気筒のシトロエン大衆車と同様に、タルボ大衆車もプジョー・104をベースにバッジエンジニアリングで近代化することに決定し、こうして誕生したのがサンバであった。一足先の1970年代後半に登場したシトロエン・LNやシトロエン・ヴィザと同様の成り立ちとなっている。
サンバの場合、開発中であったプジョー・205（1983年発売）との競合を回避するため、ホイールベースの短い104クーペ/シトロエン・LN用のプラットフォームが選ばれた。このためボディは3ドアのみとなり、スーパーミニの平均サイズとされる初代フォード・フィエスタよりは小さく、発売直前のオースチン・メトロよりは大きいサイズとなった。ボディデザインは旧クライスラーUKのBritish design centreが担当し、104の骨格を生かす制約の多いなかでボンネットとテールゲートも共用したが、タルボ車らしいインターナショナル(もしくは無国籍)な持ち味が表現されている。
1981年10月に生産開始され、12月に発売された。イギリス工場でも生産された兄貴分のタルボ・1510などと異なり、フランス・ポワジーの旧シムカ工場でのみ生産された。エンジンは104などに用いられるPSA X型エンジンで、954ccのXV型がベーシックなLSに、1,124ccのXW型がGLに、1,360ccのXY型が最上級のGLSに搭載された。LSはルノー・5を破り、当時のEC圏内トップの低燃費車となったが、後にオースチン・メトロにその座を奪われた。また、1,219ccで90馬力または1,360ccで80馬力のスポーツモデルのラリー（Rallye ）や、1,285ccで130馬力のグループBマシン、プジョー・タルボ・サンバラリーも作られた。 
1982年、104のデザイナーであるイタリアのカロッツェリア・ピニンファリーナが車体を製造する「カブリオ」が追加された。エンジンは1,360ccに限られ、72馬力または80馬力の2種類のチューンが選べた(後者は1984年まで)。このクラスのオープンモデルは競合車種がなく好評で、13,062台が生産された。 日本にも西武自動車販売を通じて輸入されており、日本に正規輸入された唯一のタルボ車となった。
タルボブランドの消滅に伴い、サンバは1986年に生産を終了した。累計台数は27万555台。商用車の「タルボ・エクスプレス」のみ1992年まで生産された。